# 50 евра мић (Није лоше него повољно)
50 евра мић, није лоше него повољно је албум српских реп извођача Микри Мауса и Бване. Издат је 18. јуна 2012. године и састоји се од 15 нумера.

## Списак нумера
- 01.Интро
- 02.Потернице
- 03.Црно вс бело
- 04.Репутација са Еуфрат Курајбер
- 05.Реч је веза
- 06.Ви гот а гејм са Еуфрат Курајбер
- 07.Тастер
- 08.СТР8 ап циган
- 09.Хаслујемо хасл
- 10.Карина банана
- 11.Отпорни на метке
- 12.Ганферз парадајз
- 13.Афтер парти
- 14.Оутро
- 15.Барабе на ади (ремикс) са Еуфрат Курајбер,Ајс Нигрутин